# Allothyone
Allothyone is een geslacht van zeekomkommers uit de familie Phyllophoridae.

## Soorten
- Allothyone longicauda (Östergren, 1898)
- Allothyone mexicana (Deichmann, 1946)
- Allothyone mucronata (Sluiter, 1901)
- Allothyone multipes (Augustin, 1908)
- Allothyone presleri O'Loughlin, 2013
- Allothyone spadix (Sluiter, 1901)